# BMW M57
| M57                            | M57                                                                                        |
| ------------------------------ | ------------------------------------------------------------------------------------------ |
|                                |                                                                                            |
| Виробник:                      | BMW                                                                                        |
| Марка:                         | M57                                                                                        |
| Тип:                           | Шестициліндровий двигун                                                                    |
| Робочий об'єм:                 | - 2,5 л - (2497 куб.см) - 3,0 л - (2993 куб.см) см3                                        |
| Максимальна потужність:        | 120-210 кВт (161–282 к.с.) кВт                                                             |
| Максимальний обертовий момент: | 350-580 Н⋅м Н·м                                                                            |
| Циліндрів:                     | 6                                                                                          |
| Клапанів:                      | 24                                                                                         |
| Хід поршня:                    | - 75,1 мм (2,96 дюйма) - 82,8 мм (3,26 дюйма) - 88 мм (3,46 дюйма) - 90 мм (3,54 дюйма) мм |
| Діаметр циліндра:              | - 80 мм (3,15 дюйма) - 84 мм (3,31 дюйма) мм                                               |
| Ступінь стиску:                | 16.5-18.0:1                                                                                |
| Система живлення:              | Common Rail                                                                                |
| Охолодження:                   | рідинне охолодження                                                                        |
| Газорозподільний механізм:     | DOHC                                                                                       |
| Матеріал блоку циліндрів:      | Чавун (TÜ2 і далі) Алюміній                                                                |
| Матеріал ГБЦ:                  | Алюміній                                                                                   |
| Тактність (число тактів):      | 4                                                                                          |
| Червона зона:                  | 4750 об/хв                                                                                 |
| Рекомендоване паливо:          | Дизельне паливо EN 590                                                                     |

M57 — шестициліндровий дизельний двигун виробництва BMW, виробництво якого почалося в липні 1998 року на заводі-BMW у Штайрі, Верхня Австрія. Це турбодизель з прямим впорскуванням Common Rail.
Двигун ставав переможцем нагороди «Міжнародний двигун року» у категорії 2.5-3.0 літра з 1999 по 2002 рік, а його модифікації вигравали цю нагороду в 2005, 2006 і 2009.

## Технології
BMW M57 — рядний шестициліндровий дизельний двигун із водяним охолодженням і турбонаддувом із уприскуванням Common Rail. Багато функцій були фактично перейняті з попереднього двигуна M51. M57 отримав дві технічні зміни приблизно за десять років будівництва. Картер двигуна виготовлений із сірого чавуну до другої технічної ревізії (TÜ2), починаючи з алюмінію. У ході TÜ2 була також переглянута камера згоряння двигуна. Тиск уприскування становить 1350 бар для 2,5-літрового базового двигуна, для всіх інших двигунів M57 1600 бар. Паливо впорскується за допомогою електромагнітних клапанів, за винятком M57D30TÜ2OL і M57D30TÜ2TOP з п'єзофорсунками. Паливний насос поставляється від Bosch, як і контролер уприскування DDE-5. Існують різні комбінації турбокомпресорів. M57D30TÜTOP, виготовлений з 2004 року, має зарядний пристрій високого тиску KP39 і зарядний пристрій низького тиску K26 від BorgWarner. Двигуни M57 працюють зі ступенем стиснення від 16,5:1 до 18:1, зокрема двигуни вищих рівнів потужності з більш ніж одним турбокомпресором мають нижчу компресію. Кожен циліндр у M57 має чотири клапани, загалом 24 клапани. Клапани керуються двома верхніми розподільними валами з ланцюговим приводом. Червона зона становить 4750 об/хв.
Залежно від року випуску, конфігурації трансмісії та стандарту викидів у впускних колекторах цього двигуна присутні вихрові заслінки які виготовлені з металу. Що покращувало ступінь наповнення циліндрів і таким чином економило паливо та викиди. У деяких випадках механізми вихрових заслінок, варіантів двигуна до технічних змін (TÜ і TÜ2) мали тенденцію ламатися під постійним навантаженням. Це могло призвести до того, що ослаблені вихрові заслінки потрапляли у камеру згоряння та шкодили поршень і головку циліндра. Починаючи з першої технічної ревізії (TÜ), механізм вихрової заслінки виготовлявся з пластику, що підвищило надійність.

## Технічні характеристики
| Тип двигуна | Діаметр × хід | Об'єм    | Потужність при хв −1        | Крутний момент при хв −1 | Червона зона | Рік випуску |
| ----------- | ------------- | -------- | --------------------------- | ------------------------ | ------------ | ----------- |
| M57D25      | 80 × 82,8     | 2497 см3 | 120 кВт (163 к.с.) при 4000 | 350 Нм при 2000—2500     | 4750 хв −1   | 2000 рік    |
| М57D25TÜ    | 84 × 75,1     | 2497 см3 | 130 кВт (177 к.с.) при 4000 | 400Нм на 2000—2750       | 4750 хв −1   | 2004 рік    |
| M57D30      | 84 × 88       | 2926 см3 | 135 кВт (184 к.с.) при 4000 | 390 Нм при 1750-3200     | 4750 хв −1   | 1998 рік    |
| M57D30      | 84 × 88       | 2926 см3 | 135 кВт (184 к.с.) при 4000 | 410 Нм при 2000-3000     | 4750 хв −1   | 1998 рік    |
| M57D30      | 84 × 88       | 2926 см3 | 142 кВт (193 к.с.) при 4000 | 410 Нм при 1750-3000     | 4750 хв −1   | 2000 рік    |
| М57D30TÜ    | 84 × 90       | 2993 см3 | 150 кВт (204 к.с.) при 4000 | 410 Нм при 1500-3250     | 4750 хв −1   | 2003 рік    |
| М57D30TÜ    | 84 × 90       | 2993 см3 | 160 кВт (218 к.с.) при 4000 | 500 Нм на 2000—2750      | 4750 хв −1   | 2002 рік    |
| М57D30TÜ    | 84 × 90       | 2993 см3 | 200 кВт (272 к.с.) при 4400 | 560Нм на 2000—2250       | 4750 хв −1   | 2004 рік    |
| M57D30TÜ2   | 84 × 90       | 2993 см3 | 145 кВт (197 к.с.) при 4000 | 400 Нм при 1300-3250     | 4750 хв −1   | 2006 рік    |
| M57D30TÜ2   | 84 × 90       | 2993 см3 | 170 кВт (231 к.с.) при 4000 | 500 Нм при 1750-3000     | 4750 хв −1   | 2005 рік    |
| M57D30TÜ2   | 84 × 90       | 2993 см3 | 170 кВт (231 к.с.) при 4000 | 520 Нм на 2000—2750      | 4750 хв −1   | 2005 рік    |
| M57D30TÜ2   | 84 × 90       | 2993 см3 | 173 кВт (235 к.с.) при 4000 | 500 Нм при 1750-3000     | 4750 хв −1   | 2007 рік    |
| M57D30TÜ2   | 84 × 90       | 2993 см3 | 173 кВт (235 к.с.) при 4000 | 520 Нм на 2000—2750      | 4750 хв −1   | 2007 рік    |
| M57D30TÜ2   | 84 × 90       | 2993 см3 | 210 кВт (286 к.с.) при 4400 | 580 Нм на 2000—2250      | 4750 хв −1   | 2006 рік    |

## Застосування
M57D25
- 2000—2003 на BMW E39 525d (120-й кВт)[8]
- 2001—2003 на Opel Omega B 2.5DTI (110 кВт)

М57D25TÜ
- 2003—2007 в BMW E60/E61 525d (130 кВт)[8]

M57D30
У 1998 році сімейство двигунів M57 було розширено 2.9 літрів (2926 см³) M57D30 представлений як новинка. Було дві версії D30, які мали однакову потужність, але відрізнялися на 20 Нм у крутному моменті. Пізніше з'явився варіант зі збільшеним крутним моментом і додатково збільшеною потужністю. Він використовувався в наступних моделях:
- 130 кВт і 390 Нм
  - в Range Rover L322[8]
- 135 кВт і 390 Нм
  - в E39 як 530d[8]
  - в E46 як 330d/330xd[8]
- 135 кВт і 410 Нм
  - в E38 як 730d[8]
  - в E53 як X5 3.0d[8]
- 142 кВт і 410 Нм
  - в E39 як 530d[8]
- 142 кВт і 430 Нм
  - в E38 як 730d[8]

М57Д30TÜ
2002 став M57D30TÜ з 3.0 літрів (2993 см³) як переглянута версія D30 і, таким чином, як високопродуктивний двигун у E65. Коли він був представлений, він мав 160 кВт і 500 Нм, потім у 2003 році було від одного до 150 кВт і 410 Nm зменшений варіант. У 2004 році на базі M57D30TÜ був представлений високопродуктивний варіант із змінним бі-турбо (ступеневе заряджання): 200 кВт і 560 Нм були в 2004 році. Він використовувався в наступних моделях:
- 150 кВт і 410 Нм
  - в E46 як 330d/330Cd/330xd[8]
  - в E83 як X3 3.0d[8]
- 160 кВт і 500 Нм
  - в E53 як X5 3.0d[8]
  - в E60/E61 як 530d/530xd[8]
  - в E65/E66 як 730d[8]
  - в E83 як X3 3.0d[8]
- 200 кВт і 560 Нм
  - в E60/E61 як 535d[8]

M57TU2D30
У березні 2005 року 3.0 L(2993 об'єм см³) змінений варіант, який тепер становить 170 кВт і 500 Нм виконано. У вересні 2006 року воно зросло до 145 кВт і 400 Нм зменшено для 325d, а потім у 2007 році для 525d. У 2007 році потужність двигуна знову трохи збільшили. Для серії 5 (E60/E61), X5 (E70) і X6 (E71) номінальна потужність тепер становила 173 кВт і 500 Нм або для X5 і X6 520 Нм
Він використовувався в наступних моделях:
- 145 кВт і 400 Нм
  - в E90/E91 як 325d[8]
  - в E60/E61 як 525d[8]

- 170 кВт і 500/520 Нм
  - в E65/E66 як 730d[8]
  - в E90/E91 як 330d/330xd[8]
  - в E60/E61 як 530d/530xd[8]

- 173 кВт і 500/520 Нм
  - в E60/E61 як 530d[8]
  - в E70 як X5 xDrive30d[8]
  - в E71 як X6 xDrive30d[8]

У вересні 2006 року на основі M57TÜ2D30, переглянутого варіанту двигуна від 535d з 210 кВт і 580 Нм, який використовувався в наступних моделях:
- в E60/E61 як 535d[8]
- в E63/E64 як 635d[8]
- в E70 як X5 3.0sd[8]
- в E71 як X6 xDrive35d[8]
- в E83 як X3 3.0sd[8]
- в E90/E91 як 335d[8]

Внутрішньо три варіанти M57TÜ2D30 ідентифікуються суфіксом UL (нижчий рівень продуктивності, 145 кВт), ПР (верхній рівень потужності, 170 кВт) і ТОП (найвищий рівень потужності, 210 кВт) відзначився.